# چیکوگو، فوکوئوکا
چیکوگو در استان فوکوئوکا در کشور ژاپن واقع شده است  که دارای جمعیت ۴۸٬۲۸۱ نفر و مساحت ۴۱٫۸۵ کیلومتر مربع با تراکم جمعیت ۱٬۱۵۴  نفر در کیلومترمربع است و در تاریخ ۱ آوریل ۱۹۵۴ به عنوان شهر شناخته شد.